# Embreea herrenhusana
Embreea herrenhusana là một loài thực vật có hoa trong họ Lan. Loài này được (Jenny) Jenny mô tả khoa học đầu tiên năm 2002.